# نوشزاد
انوش آزاد که در شاهنامه به صورت نوشزاد آمده، شاهزاده ساسانی و فرزند ارشد خسرو انوشیروان بود که در سال ۵۵۰میلادی شورشی را در پارس جنوبی بپا کرد.

## وجه تسمیه
انوش آزاد یک نام پارسی میانه است که به معنی «فرزند شخص جاودان» است. شکل یونانی این نام Anasozados است. اینکه آیا واقعاً این یک نام است یا یک لقب، مشخص نیست.

## زندگی‌نامه
بر طبق گفتهٔ تاریخدان بیزانسی، پروکوپیوس، به خاطر یکسری مشاجرهٔ نامعلوم بین نوشزاد و پدرش خسرو، نوشزاد به گندی‌شاپور در خوزستان تبعید شد. در ۵۵۰میلادی، وقتی که خبرهایی در مورد وضع سلامتی نامناسب پدرش به گوش می‌رسید، نوشزاد خودش را پادشاه ساسانیان خواند. او خیلی زود موفق شد تا یک لشکر از زندانیان، از مسیحیان هرمزداردشیر(اهواز) و گندی‌شاپور جمع کند و نامه‌ای برای امپراتوری بیزانس نوشت و از او درخواست حمایت کرد.
وقتی که مشخص شد خسرو از بیماری بهبود یافته، دو تن از فرماندهان سپاه ساسانی، بُرزین و فریبرز برای سرکوب نوشزاد فرستاده شدند. آنها موفق شدند او را شکست داده و زنده اسیر کنند. بر طبق برخی منابع، نوشزاد اعدام شد. با این حال پروکوپیوس گزارش داده که خسرو فرزند خود را با بریدن و قطع عضو کردن صورتش به جای کشتن او مجازات کرده‌است، چرا که در امپراتوری ساسانی تنها اشخاصی که از نظر جسمی سالم بودند می‌توانستند بر ایران حکومت کنند.